# Estopa (álbum)
Estopa es el disco debut del dúo español de Rumba/Rock, Estopa. Consiguió vender 1 200 000 ejemplares manteniendo aún hoy, el récord de ventas para un grupo debutante.[cita requerida]

## Lista de canciones
| N.º | Título                                             | Duración |  |
| 1.  | «Tu calorro»                                       | 3:12     |  |
| 2.  | «Por la raja de tu falda»                          | 3:25     |  |
| 3.  | «Me falta el aliento»                              | 3:40     |  |
| 4.  | «Tan solo»                                         | 4:32     |  |
| 5.  | «Poquito a poco»                                   | 3:04     |  |
| 6.  | «Suma y sigue»                                     | 3:15     |  |
| 7.  | «El del medio de los Chichos»                      | 3:47     |  |
| 8.  | «Como Camarón»                                     | 3:22     |  |
| 9.  | «Exiliado en el lavabo»                            | 3:16     |  |
| 10. | «Estopa»                                           | 3:35     |  |
| 11. | «Cacho a cacho»                                    | 2:30     |  |
| 12. | «Bossanova»                                        | 3:16     |  |
| 13. | «El Yonki» (Tema extra de Reedición)               | 2:47     |  |
| 14. | «Feliz (Versión Lerele)» (Tema extra de Reedición) | 4:04     |  |

## Posicionamiento en listas
| Lista (1999-2001)   | Mejor posición |
| ------------------- | -------------- |
| Argentina (CAPIF)   | 9              |
| España (PROMUSICAE) | 1              |

## Certificaciones
| País   | Organismo certificador | Certificación | Ventas certificadas | Ref   |
| ------ | ---------------------- | ------------- | ------------------- | ----- |
| España | PROMUSICAE             | 1× Diamante   | 1 800 000           | [ 3 ] |